# Villa Springorum

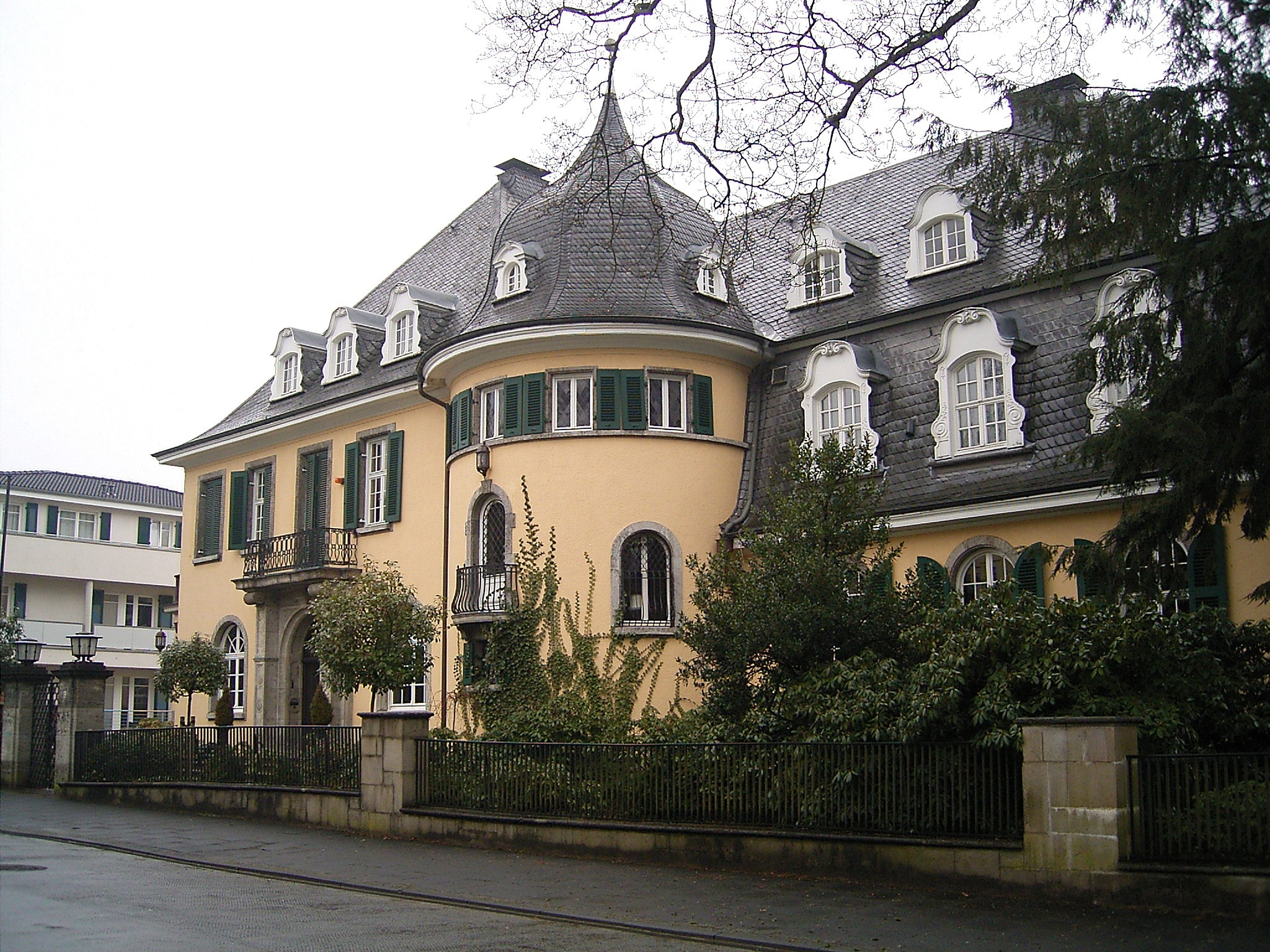
Villa Springorum

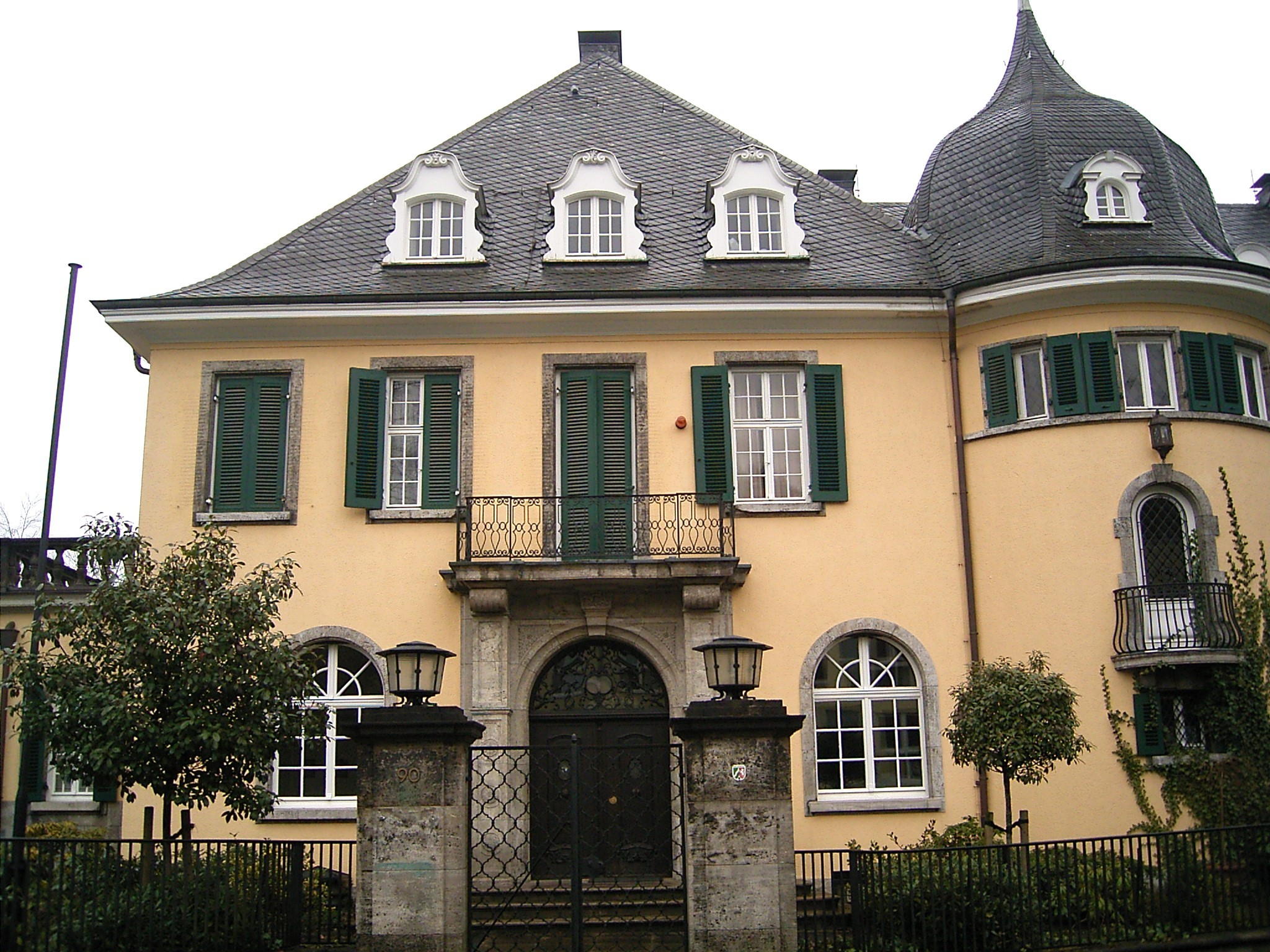
Villa Springorum

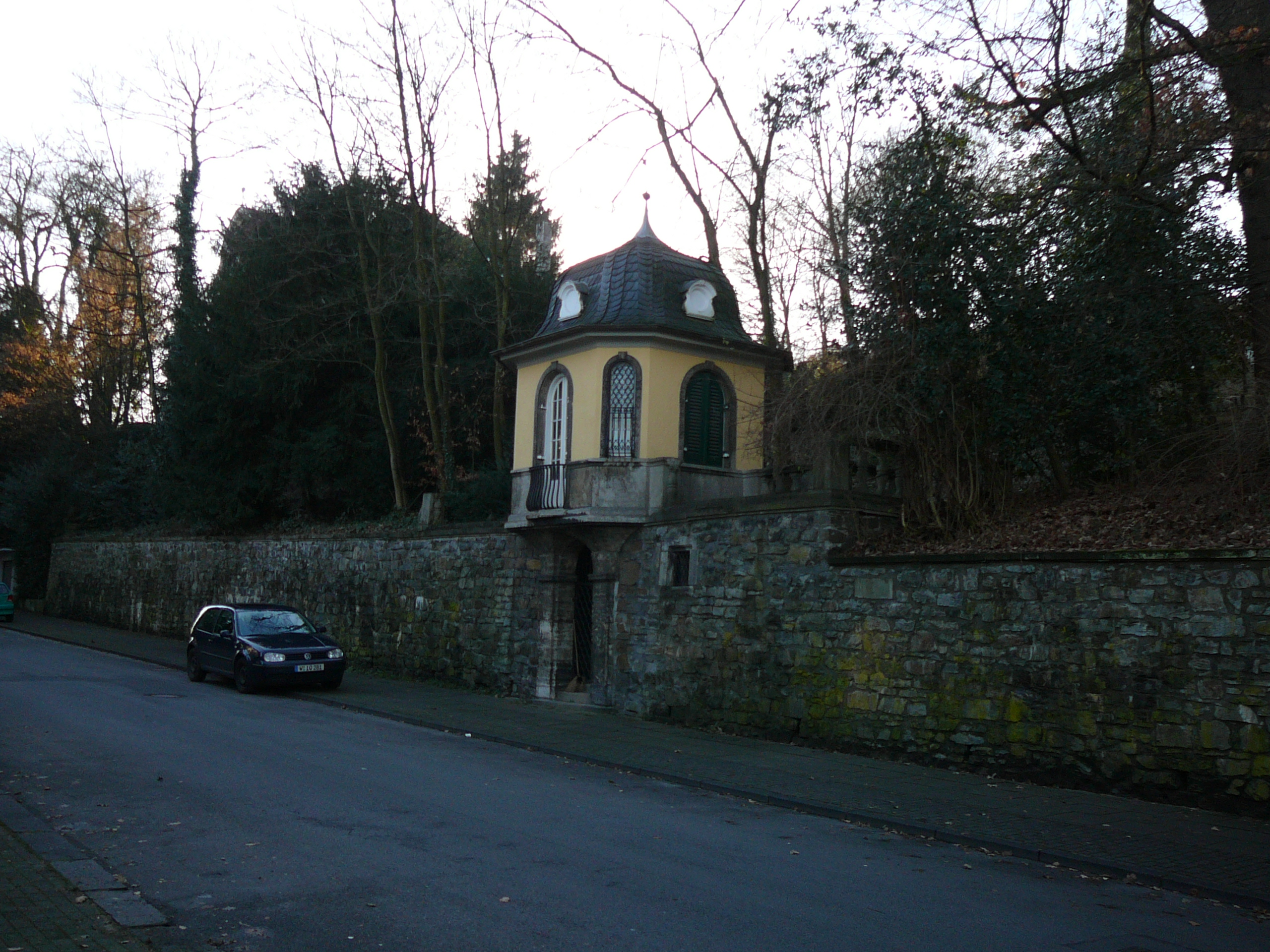
Gartenpavillon

Die Villa Springorum ist eine unter Denkmalschutz stehende Villa im Wuppertaler Stadtteil Elberfeld.
Das Gebäude, Bismarckstraße 90, liegt im Briller Viertel und wurde 1923/24 von dem Architekten Ludwig Conradi (nach anderer Quelle Carl Conradi), für den damaligen Direktor der Vereinigten Glanzstoff-Fabriken, Wilhelm Springorum (1874–1958) erbaut. Conradi war auf Villen spezialisiert und plante in Wuppertal in den 1920er Jahren zahlreiche weitere Villen. Ab 1939 wurde es als städtische Wirtschaftsschule für Eisenwaren und Hausrat genutzt. Die zum gleichen Zweck genutzten eingeschossigen Flachbauten wurden zwischenzeitlich wieder entfernt. Ein Anbau erfolgte 1957.
Das zweigeschossige Gebäude hat einen T-förmigen Grundriss, der giebelständige Teil ist mit einem Walmdach, der Querflügel mit einem Mansardwalmdach ausgestattet. Ein Treppenturm mit geschweifter Spitzhaube befindet sich im Schnittpunkt beider Gebäudehälften zur Straßenseite hin. Die Schieferdächer haben zahlreiche Dachgauben mit neobarocken Elementen. Da das Haus in den Hang hineingebaut wurde, ergibt sich dadurch zum Garten ein freiliegendes Souterrain- und Kellergeschoss. Dieses Mauerwerk ist aus Sandsteinquader ausgeführt. Zum Bauwerk gehört ein umfangreicher, parkähnlicher Garten mit einem oktogonalen Gartenpavillon auf der Stützmauer zur Moltkestraße im Osten. Die historische Innenausstattung wie Türen, Vertäfelungen, Parkett, Stuckdecken und Treppenhaus ist weitestgehend noch erhalten.
Am 13. April 1989 ist die Villa einschließlich der Außenanlagen unter Baudenkmalschutz gestellt worden. Zwischen Oktober und Dezember 2000 war die Villa Drehort des Dramas Nichts bereuen.